# John O’Connell (Politiker)
John Francis O’Connell (irisch Seán Ó Conaill, * 20. Januar 1927 oder 1930 in Dublin; † 8. März 2013) war ein irischer Politiker. Während seiner politischen Karriere gehörte er erst der Irish Labour Party und später der Fianna Fáil an; er war sowohl Abgeordneter im Dáil Éireann als auch Senator im Seanad Éireann. Als Abgeordneter fungierte er unter anderem als Vorsitzender (Ceann Comhairle) des Dáil Éireann; später war er Gesundheitsminister.

## Biografie
O’Connell absolvierte ein Studium der Medizin und war nach der Promotion zum Dr. med. als Arzt tätig.
Er begann seine politische Laufbahn 1965, als er als Kandidat der Irish Labour Party im Wahlkreis Dublin-South-West erstmals zum Abgeordneten des Dáil Éireann gewählt wurde. Bei den folgenden Wahlen konnte er sein Mandat in diesem Wahlkreis, sowie 1977 in dem daraus hervorgegangenen Wahlkreis Dublin Ballyfermot, jeweils verteidigen. Des Weiteren wurde er 1979 in das Europäische Parlament gewählt. 1981 verließ er, nach Unstimmigkeiten mit der Parteiführung, die Irish Labour Party und kandidierte bei den Wahlen zum 22. Dáil Éireann als Unabhängiger im Wahlkreis Dublin South Central. Am 30. Juni 1981 wurde er als Nachfolger von Pádraig Faulkner Vorsitzender (Ceann Comhairle) des Dáil Éireann und trat daraufhin als Mitglied des Europäischen Parlaments zurück. Das Amt des Ceann Comhairle behielt er auch während des 23. Dáil Éireann bis zum 14. Dezember 1982. 1983 wechselte er zur Fianna Fáil.
Bei den Wahlen zum 25. Dáil Éireann 1987 verlor er und schied aus dem Unterhaus aus. Stattdessen wurde er kurz darauf von Taoiseach Charles J. Haughey für einen Sitz im Seanad Éireann nominiert. Diesem gehörte er bis 1989 an, als er erneut in den Dáil Éireann gewählt wurde. Vom 11. Februar 1992 bis zum 12. Januar 1993 bekleidete er den Posten des Gesundheitsministers im Kabinett von Albert Reynolds. Am 24. Februar 1993 legte er sein Abgeordnetenmandat aus gesundheitlichen Gründen nieder.